# Пєхов Олексій Юрійович
Олексій Пєхов (рос. Алексей Юрьевич Пехов) — російський письменник, працює в основному в жанрі фентезі.
Найбільш відомий за фентезійною трилогією «Хроніки Сіали» (про крадія Гарета) і циклом "Страж".
У 2011 році перша книга Хронік Сіал «Shadow Prowler» була номінована на престижну фентезі-премію «The David Gemmell Legend Award for Fantasy — 2011» (DGLA) в номінації «Morningstar (Best Fantasy Debut)». У 2012 році друга книга Хронік Сіал «Shadow chaser» потрапила в лонг-лист премії «2011/12 David Gemmell LEGEND Award».
Дружина — російська письменниця-фантаст Олена Бичкова (з 2004 р.)

## Нагороди та премії
- «Меч без імені» — 2002 за роман «Той, хто крадеться в тіні» (найкращий дебют).
- «Срібний кадуцей» — 2003 за трилогію «Хроніки Сіали» (найкращий серіал).
- Роман «Під знаком мантикори» — «Найкраще вітчизняне фентезі-2004» і «Книжка року» за версією журналу «Світ Фантастики», премія «Відкриття себе» конвенту «Портал».
- «Срібний Кадуцей» — 2006 за цикл «Вітри та Іскри» (найкращий серіал).
- «Мандрівник» — 2006 за роман «Кіндрет. Кровні брати» (найкраще міське фентезі 2000—2005).
- Роман «Пересмішник» — «Найкраще вітчизняне фентезі-2009» за версією журналу «Мир фантастики».
- Роман «Страж» — «Найкраща вітчизняна фантастика -2010» за версією журналу «Мир фантастики». Також номінувався на премію «Мандрівник».
- Медаль імені А. П. Чехова. За гідний внесок у розвиток російської культури (2010).
- 2011 року перша книга «Хронік Сіали» «Shadow Prowler» номінована на престижну фентезі-премію «The David Gemmell Legend Award for Fantasy — 2011» (DGLA) у номінації «Morningstar (Best Fantasy Debut)».[2]
- У 2015 році роман «Проклятий горн» визнано «Книгою року» за версією сайту «Fantlab.ru».
- У 2015 році на міжнародній фантастичній конференції «Роскон-2015» отримав премію «Фантаст року».

### Романи
| Цикл                          | Рік видання | Оригінальна назва       | Назва твору               | Примітка                                                                                                  |
| ----------------------------- | ----------- | ----------------------- | ------------------------- | --- |
| «Хроніки Сіали»               | 2002        | Крадущийся в тени       | Той, хто крадеться в тіні | |
| «Хроніки Сіали»               | 2002        | Джанга с тенями         | Джанга з тінями           | |
| «Хроніки Сіали»               | 2003        | Вьюга теней             | Завірюха тіней            | |
|                               | 2003        | Последний завет         | Останній завіт            | у співавторстві з Андрієм Єгоровим                                                                        |
| -                             | 2004        | Под знаком Мантикоры    | Під знаком Мантікори      | |
| Вітер та Іскри — Хроніки Хари | 2005        | Искатели ветра          | Шукачі вітру              | |
| Вітер та Іскри — Хроніки Хари | 2006        | Ветер полыни            | Вітер полину              | |
| Вітер та Іскри — Хроніки Хари | 2008        | Жнецы ветра             | Женці вітру               | |
| Вітер та Іскри — Хроніки Хари | 2008        | Искра и ветер           | Іскра і вітер             | |
| Кіндрет                       | 2005        | Киндрэт. Кровные братья | Кіндрет. Кровні брати     | у співавторстві з Оленою Бичковою та Наталією Турчаніновою.                                               |
| Кіндрет                       | 2007        | Колдун из клана Смерти  | Чаклун із клану Смерті    | у співавторстві з Оленою Бичковою та Наталією Турчаніновою.                                               |
| Кіндрет                       | 2009        | Основатель              | Засновник                 | у співавторстві з Оленою Бичковою та Наталією Турчаніновою.                                               |
| Кіндрет                       | 2010        | Новые боги              | Нові боги                 | у співавторстві з Оленою Бичковою та Наталією Турчаніновою.                                               |
| -                             | 2009        | Пересмешник             | Пересмішник               | |
| Страж                         | 2010        | Страж                   | Страж                     | |
| Страж                         | 2011        | Аутодафе                | Аутодафе                  | |
| Страж                         | 2012        | Золотые костры          | Золоті вогнища            | |
| Страж                         | 2014        | Проклятый горн          | Проклятый горн            | |
| Заклинателі                   | 2011        | Заклинатели             | Заклинателі               | у співавторстві з Оленою Бичковою та Наталією Турчаніновою.                                               |
| Заклинателі                   | 2014        | Ловушка для духа        | Пастка для духа           | у співавторстві з Оленою Бичковою та Наталією Турчаніновою.                                               |
| Світ на кордоні з Ізнанкою    | 2008        | Особый почтовый         | Особливий поштовий        | |
| Світ на кордоні з Ізнанкою    | 2012        | Ловцы удачи             | Ловці удачі               | роман по світу Ізнанки, історія появи Ласа на Черепашачому острові.                                       |
| Синє полум'я                  | 2014        | Летос                   | Летос                     | |
| Синє полум'я                  | 2015        | Синее пламя             | Синє полум'я              | |
| Синє полум'я                  | 2019        | Талорис                 | Талорис                   | |
| Синє полум'я                  | 2020        | Белый огонь             | Білий вогонь              | |
| Синє полум'я                  | 2021        | Ткущие мрак             | Ткучі морок               | |
| Синє полум'я                  | 2023        | Цветок яблони           | Квітка яблуні             | |
| Майстер Снів                  | 2014        | Мастер Снов             | Майстер Снів              | у співавторстві з Оленою Бичковою та Наталією Турчаніновою.                                               |
| Майстер Снів                  | 2015        | Создатель кошмаров      | Творець кошмарів          | у співавторстві з Оленою Бичковою та Наталією Турчаніновою.                                               |
| Майстер Снів                  | 2017        | Эринеры Гипноса         | Еринери Гіпносу           | у співавторстві з Оленою Бичковою та Наталією Турчаніновою.                                               |
| Майстер Снів                  | 2023        | Бич сновидений          | Біч сновидінь             | у співавторстві з Оленою Бичковою та Наталією Турчаніновою.                                               |
| Споглядач                     | 2016        | Созерцатель             | Споглядач                 | |
| Споглядач                     | 2018        | Тень Ингениума          | Тінь Інгеніума            | |
| Птахи і сонцесвіти            | 2024        | Птицеед                 | Птахоїд                   | вперше, ймовірно політично ангажована, компліментарна аллюзія на росіян (представників північного народу) |

### Повісті та оповідання
| Збірник          | Рік видання | Оригінальна назва           | Назва твору                    | Примітка                                                                                      |
| ---------------- | ----------- | --------------------------- | ------------------------------ | --------------------------------------------------------------------------------------------- |
| -                | 2001        | Чудесное приключение        | Чудова пригода                 |                                                                                               |
| -                | 2002        | На закате эпохи             | На заході епохи                | у співавторстві з М. Певзнером                                                                |
|                  | 2004        | Под флагом милорда Кугеля   | Під прапором мілорда Кугеля    | у співавторстві з Парфьоновою Анастасією                                                      |
|                  | 2004        | Пряха                       | Пряха                          | у співавторстві з Парфьоновою Анастасією                                                      |
| Темний мисливець | 2006        | Змейка                      | Змійка                         | оповідання-приквел до «Хронік Сіали»                                                          |
| Темний мисливець | 2006        | Пожиратель душ              | Пожирач душ                    | оповідання за світом циклу «Вітру та Іскр»                                                    |
| Темний мисливець | 2006        | Цена свободы                | Ціна свободи                   | оповідання-приквел до циклу «Вітри та Іскри»                                                  |
| Темний мисливець | 2006        | Тёмный охотник              | Темний мисливець               | повість-приквел до циклу «Кіндрет», у співавторстві з Оленою Бичковою і Наталею Турчаніновою. |
| Темний мисливець | 2006        | Особый почтовый             | Особливий поштовий             | повість, «Світ на кордоні Ізнанки»                                                            |
| Темний мисливець | 2006        | Последняя осень             | Остання осінь                  |                                                                                               |
| Темний мисливець | 2006        | Дождь                       | Дощ                            | Постапокаліпсис                                                                               |
|                  | 2021        | Дневник на океанском берегу | Щоденник на океанському березі |                                                                                               |
|                  | 2021        | 21:3                        | 21:3                           |                                                                                               |

### Комікси
| Рік видання | Оригінальна назва                 | Назва коміксу                    | Примітка                                 |
| ----------- | --------------------------------- | -------------------------------- | ---------------------------------------- |
| 2023        | Хроники Сиалы. Харьганова пустошь | Хроніки Сіали. Харьганова пустка | [ 3 ]                                    |
| 2023        | Страж. Ведьмин яр                 | Страж. Ведьмин яр                | EAN 9785907637641 ISBN 978-5-907637-64-1 |

## Російсько-Українська війна
Станом на 4 квітня 2022 року Олексій Пєхов жодним чином не виказав осуд щодо дій російських військових в Україні. Разом з тим у перші дні після 24 лютого 2022 року, Олена Бичкова, дружина Олесксія Пехова публікувала дописи в соціальній мережі Instagram, в котрих виправдовувала анексію Криму та інші злочинні дії РФ проти України[джерело?].
Відсутність коментарів зі сторони Олексія Пєхова відносно висловлювань дружини і співавтора декількох творів, викликає питання щодо його особистого відношення до збройної агресії РФ проти України.